# Émile Gsell

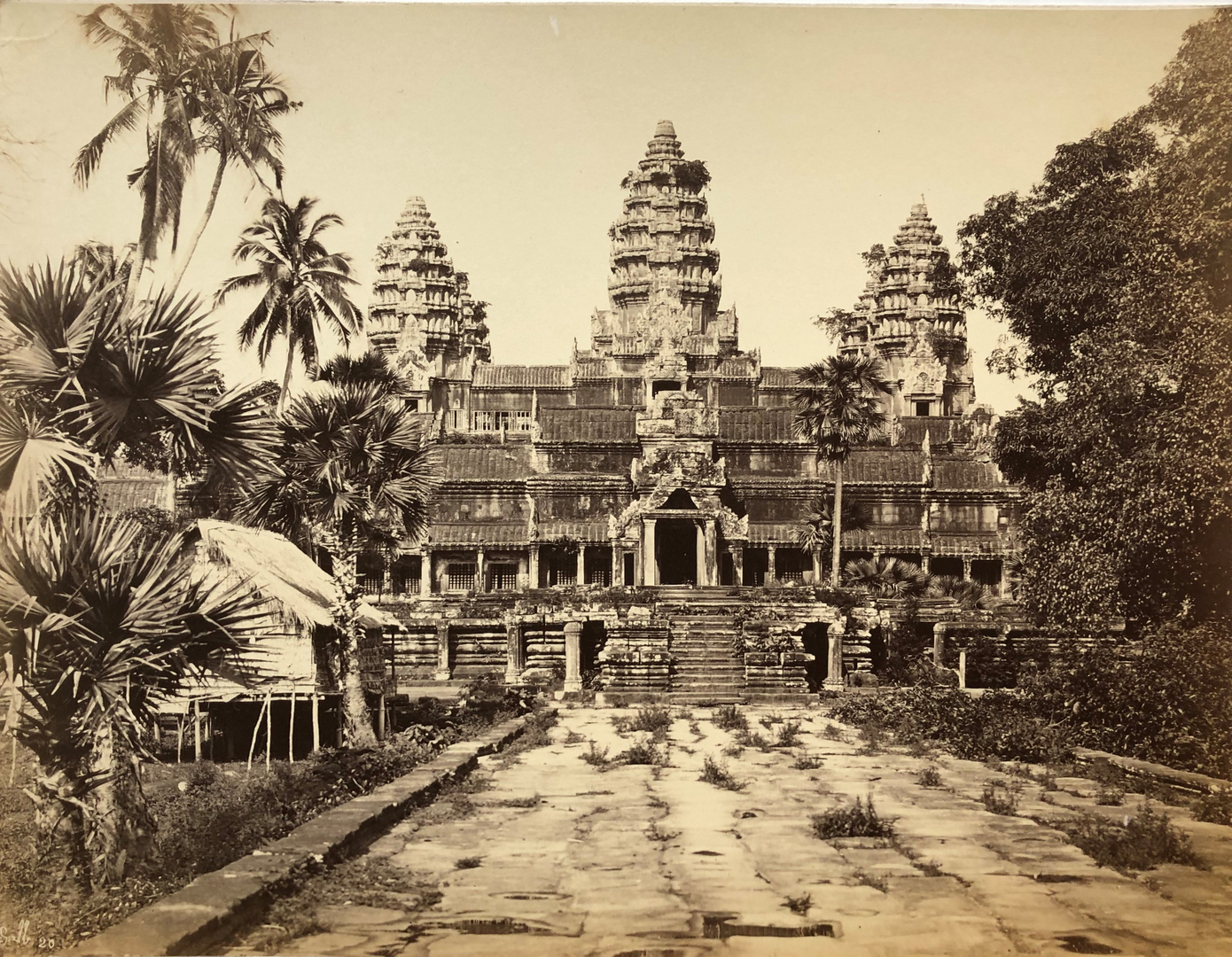
Angkor Wat (Albuminpapier, 1866)

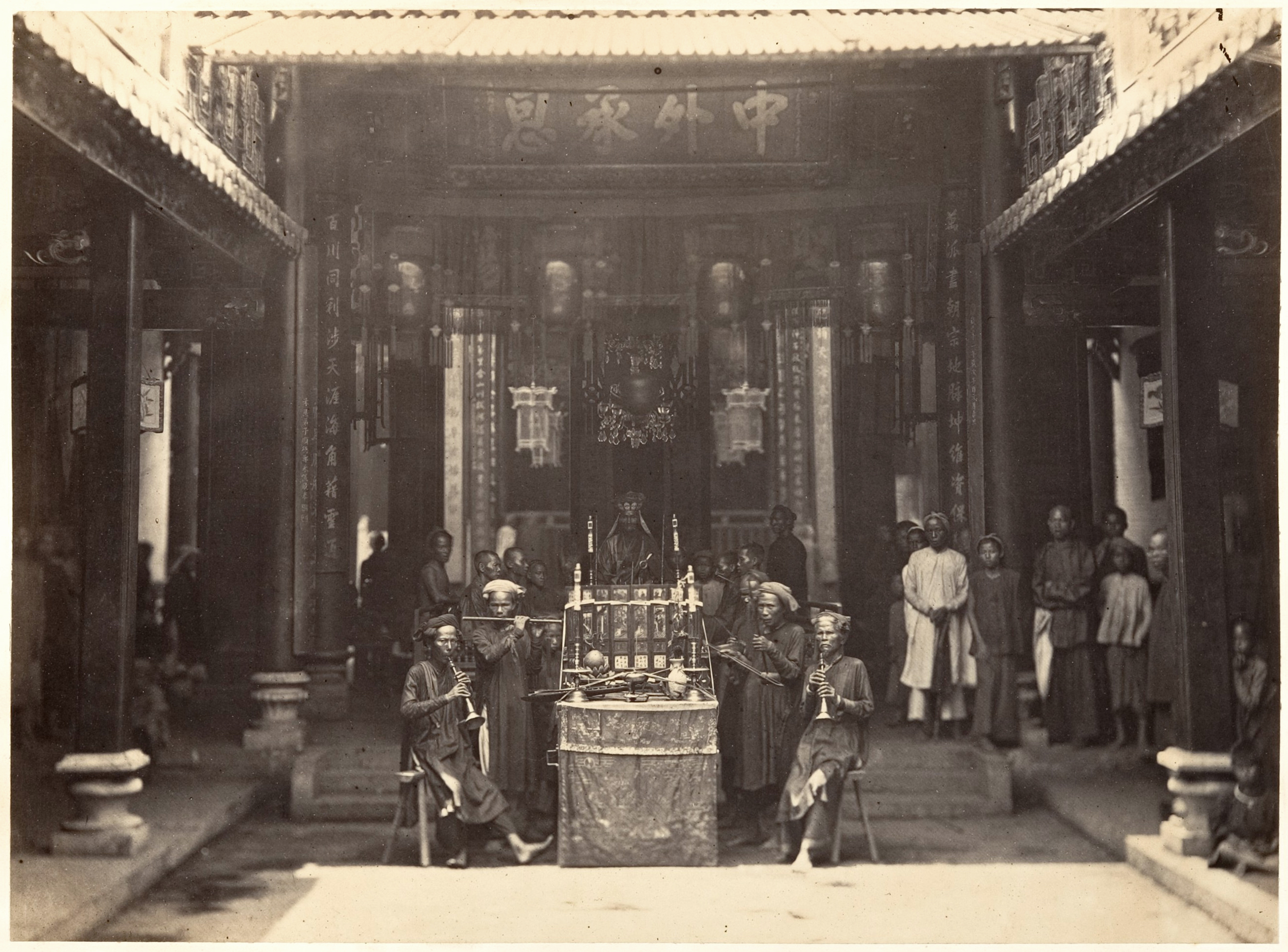
Zeremonie in der chinesischen Pagode von Cholon

Émile Gsell (* 31. Dezember 1838 in Sainte-Marie-aux-Mines, Elsass; † 16. Oktober 1879 in Saïgon, Cochinchina) war ein französischer Fotograf und Forschungsreisender in Südostasien.
Gsell verpflichtete sich 1858 dem französischen Militär und wurde in die Kolonie Cochinchina entsandt. Im Jahr 1866, gegen Ende seiner Militärzeit, wurde er von Ernest Doudart de Lagrée und Francis Garnier als Fotograf für die erste Etappe von deren Mekong-Expedition angeworben. Er begleitete die Gruppe von Saigon aus an den Hof des kambodschanischen Königs Norodom und von dort aus weiter nach Angkor, das zu diesem Zeitpunkt unter siamesischer Herrschaft stand. In Angkor entstanden Ende 1866 zahlreiche Fotografien; Gsell war damit nach dem Schotten John Thomson, der von Westen kommend Angkor ein halbes Jahr zuvor besucht hatte, die zweite Person, die die Tempelruinen Angkors fotografisch erfasste. An der weiteren, deutlich beschwerlicheren Reise durch Laos und Yunnan beteiligte sich Gsell nicht mehr; stattdessen kehrte er nach Saigon zurück, wo er sich nach der endgültigen Entlassung aus dem Militär als erster kommerzieller Fotograf niederließ.
1873 kehrte er mit Louis Delaporte, einem anderen ehemaligen Expeditionsteilnehmer, nach Angkor zurück. Auf der Weltausstellung 1873 in Wien präsentierte er seine Fotografien in zwei Ausstellungen (eine über Angkor, eine über die „annamitische“ (vietnamesische) und kambodschanische Bevölkerung) und wurde dafür mit einer Medaille ausgezeichnet. Im Frühjahr 1875 begleitete er den Gesandten Brossard de Corbigny in die Kaiserstadt Huế, durfte dort aber keine Fotografien aufnehmen. Ende des gleichen Jahres gelangte er nach Hanoi in Tonkin, das zu diesem Zeitpunkt von den Schwarzen Flaggen beherrscht wurde. Über den Jahreswechsel 1876/77 war er erneut in Tonkin tätig und bereiste den Roten Fluss auf einem Kanonenboot.
Gsell starb bereits 1879 im Alter von 40 Jahren an einem tropischen Fieber.

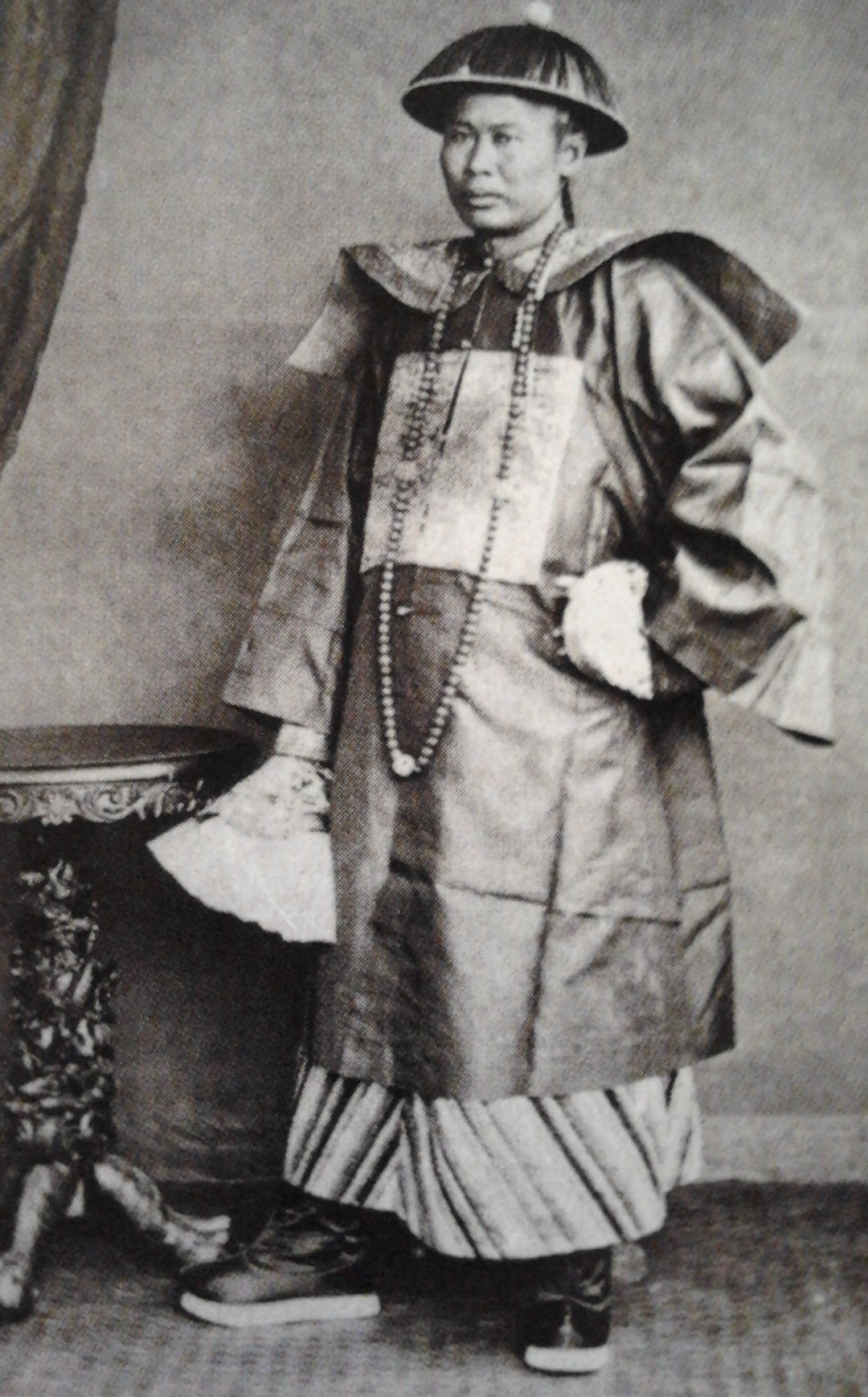
„Vorsteher einer chinesischen Gemeinde“
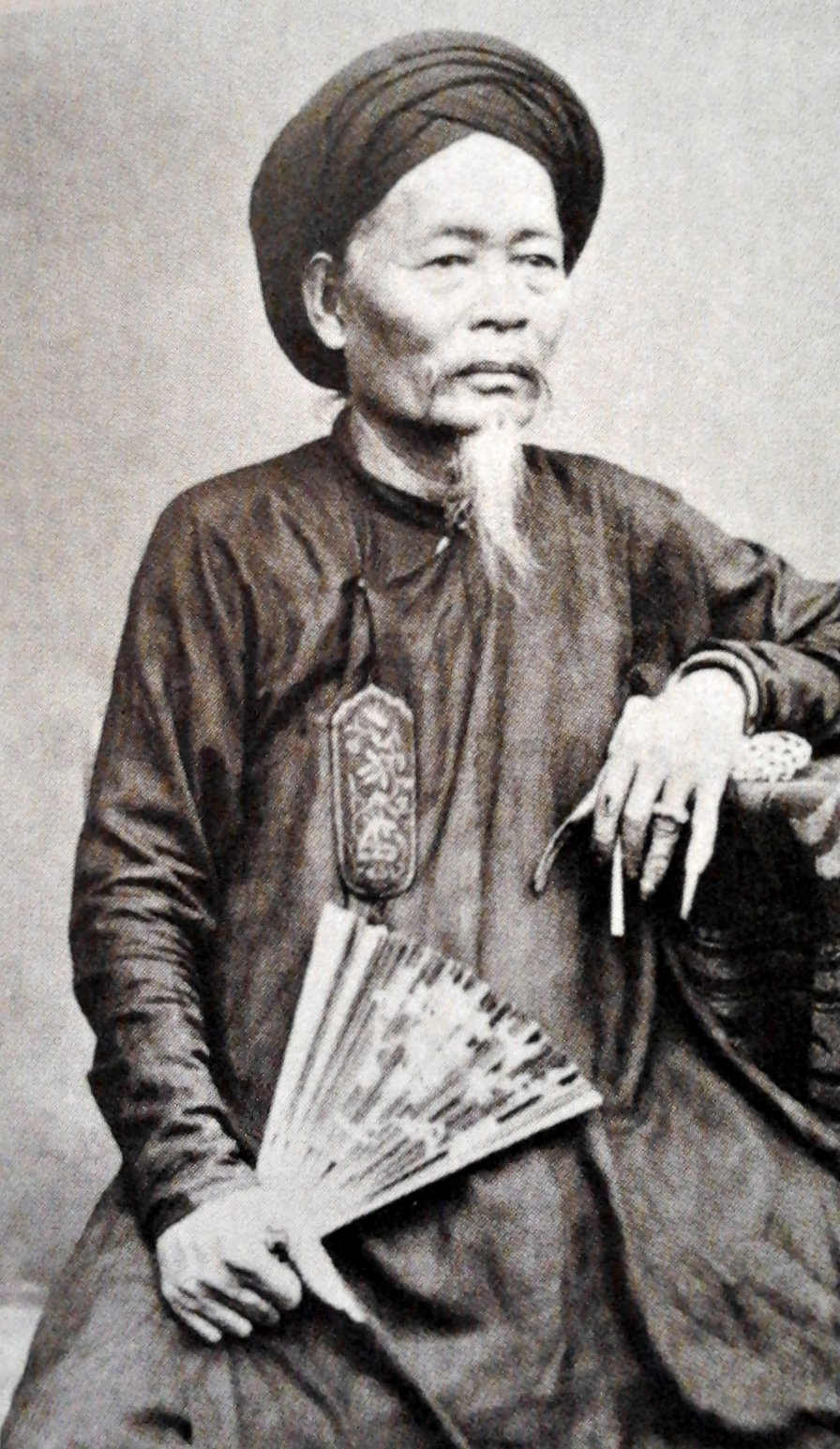
„Mandarin“
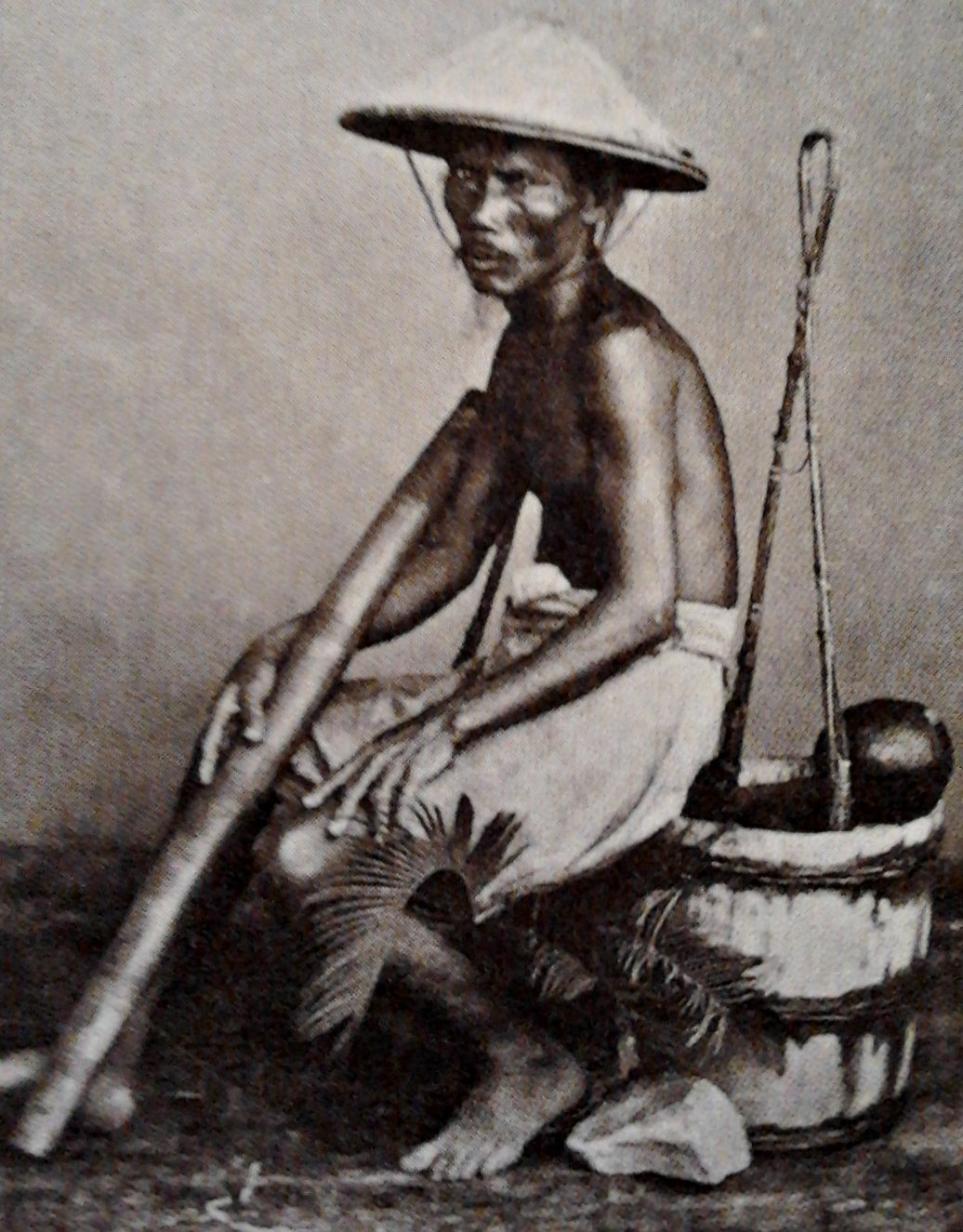
„Händler mit Opiumpfeife“
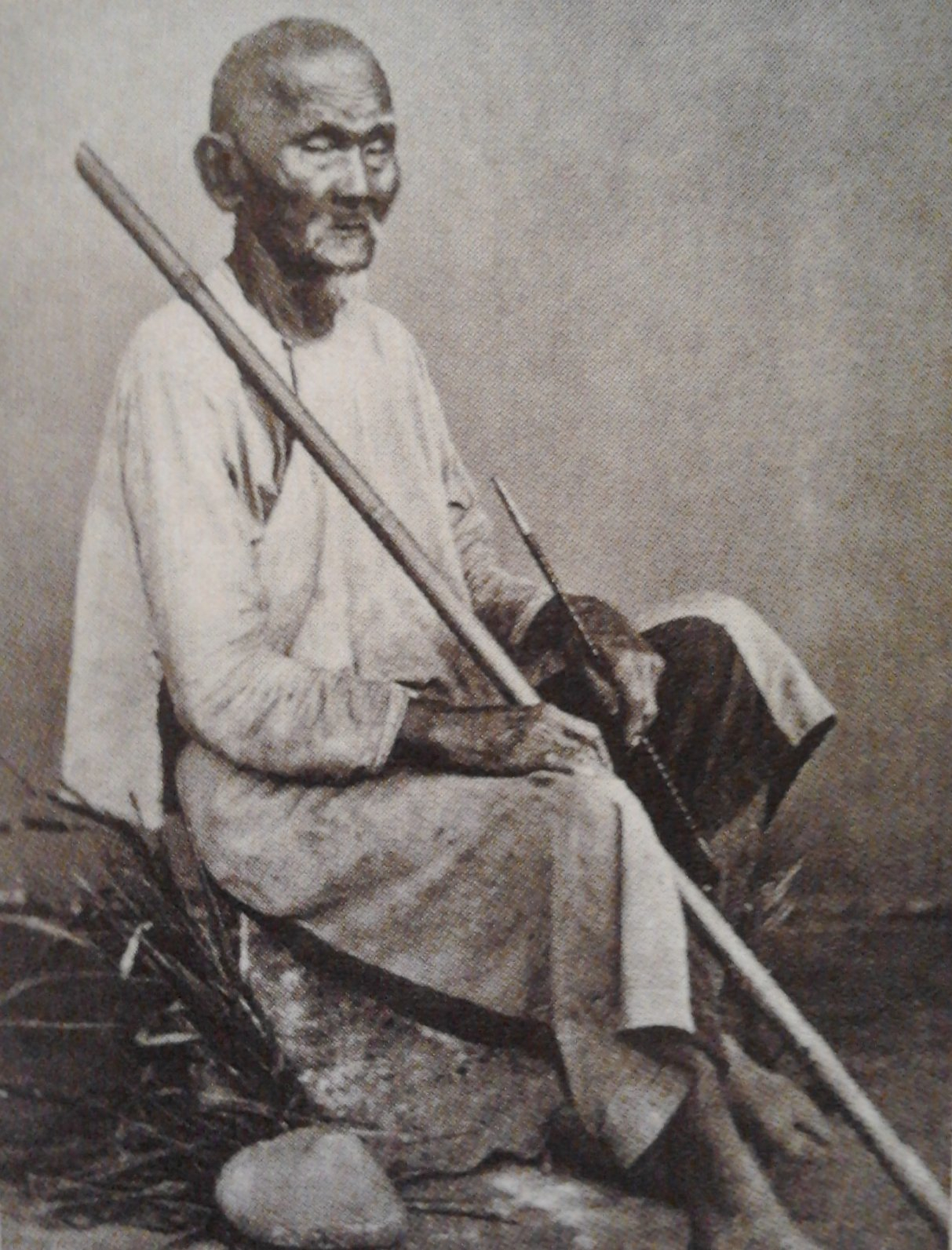
„Pilger“
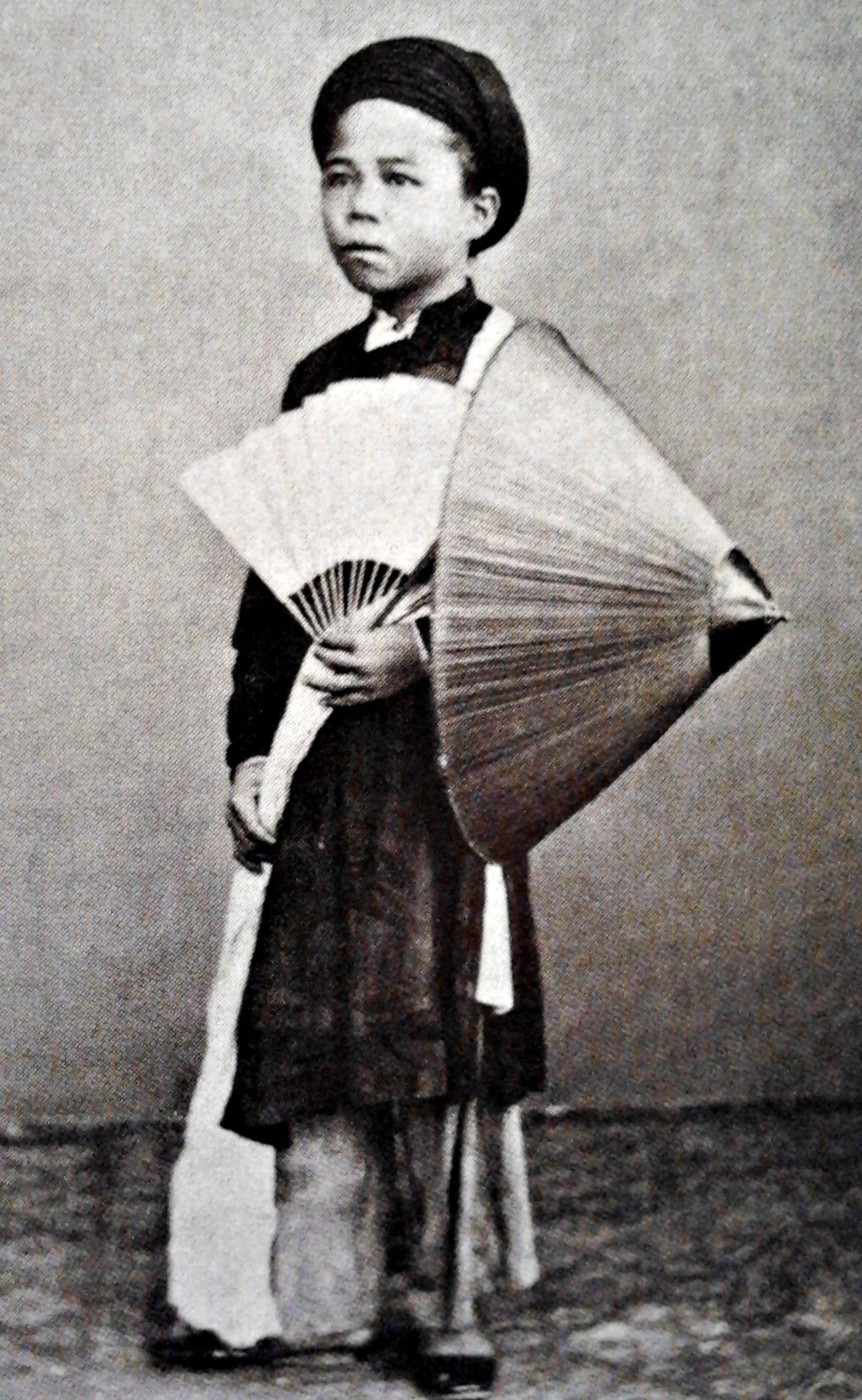
„Junger Annamite“